# Servicio de Mujeres Pilotos de la Fuerza Aérea
El Servicio de Mujeres Pilotos de la Fuerza Aérea (WASP) (también servicio del ejército de mujeres pilotos o servicio auxiliar mujeres pilotos)  fue una organización civil de pilotos de aviación integrado por mujeres, cuyos miembros fueron empleadas en la función pública en Estados Unidos durante la Segunda Guerra Mundial. En 1943 contaba dos escuadrones creados un año antes: el Destacamento de Entrenamiento Volador de Mujeres (WFTD) y el Escuadrón de Transbordadores Auxiliares de Mujeres (WAFS). La unidad tenía entonces mil miembros. Se disolvió el 20 de diciembre de 1944.
Las WASPs (avispas) se convirtieron en pilotos entrenadas que probaron aviones, transportaron aviones y entrenaron a otros pilotos. Su propósito era liberar a los pilotos masculinos de los roles de combate durante la Segunda Guerra Mundial . A pesar de que varios miembros de las fuerzas armadas participaron en la creación del programa, las WASP y sus miembros no tenían rango militar.
Las WASP fueron precedidas por el Destacamento de Entrenamiento de Vuelo de Mujeres (WFTD) y el Escuadrón de Transbordadores Auxiliares de Mujeres (WAFS). Ambos se organizaron por separado en septiembre de 1942. Fueron organizaciones pioneras de mujeres pilotos civiles, que estaban adscritas a las Fuerzas Aéreas del Ejército de los Estados Unidos para volar aviones militares durante la Segunda Guerra Mundial. El 5 de agosto de 1943, WFTD y WAFS se fusionaron para crear la organización WASP. : 45, 49–50, 173 El acuerdo WASP con las Fuerzas Aéreas del Ejército de EE. UU. Terminó el 20 de diciembre de 1944.Durante su período de operación, el servicio de cada miembro había liberado a un piloto masculino para el combate militar u otras tareas. Volaron más de 60 millón de millas; transportando todo tipo de aviones militares; objetivos remolcados para la práctica de armas antiaéreas en vivo; misiones de ametrallamiento simulado y carga transportada. Treinta y ocho miembros de WASP perdieron la vida y una, Gertrude Tompkins, desapareció mientras estaba en una misión de transporte, su destino aún se desconoce.

## Surgimiento de las WASP
Antes de las WASP existían dos organizaciones separadas, las WAFS y las WFTD. La piloto Jacqueline Cochran escribió a la primera dama, Eleanor Roosevelt, en 1939 para sugerir la idea de utilizar mujeres piloto en misiones que no fueran de combate. Cochran fue presentada por Roosevelt al general Henry H. Arnold, jefe de la Fuerza Aérea del Ejército de los Estados Unidos, y al general Robert Olds, quien se convirtió en el jefe del Comando de Transporte Aéreo (ATC). Arnold le pidió que transportará un bombardero a Gran Bretaña para generar publicidad sobre la idea de que las mujeres pilotaran aviones militares. Cochran fue a Inglaterra, donde se ofreció como voluntaria para el Auxiliar de Transporte Aéreo (ATA) y reclutó a mujeres piloto estadounidenses para ayudar a volar aviones en Europa. Veinticinco mujeres se ofrecieron como voluntarias para la ATA con Cochran. Las mujeres estadounidenses que volaron en el ATA fueron las primeras mujeres estadounidenses en volar aviones militares. Mientras estaba en Inglaterra, Cochran estudió la organización tanto de la ATA como de la Royal Air Force (RAF).
En el verano de 1941, Cochran y la piloto de pruebas Nancy Harkness Love presentaron de forma independiente propuestas a las Fuerzas Aéreas del Ejército de los EE. UU. Para permitir a las mujeres pilotos en misiones que no sean de combate después del estallido de la Segunda Guerra Mundial en Europa. El plan era liberar a los pilotos masculinos para funciones de combate mediante el uso de pilotos femeninos calificados para transportar aviones desde las fábricas a las bases militares, y también para remolcar drones y objetivos aéreos . Estados Unidos estaba construyendo su poder aéreo y presencia militar en previsión de una participación directa en el conflicto, y tardíamente había comenzado a expandir drásticamente sus hombres en uniforme. Este período condujo a un aumento espectacular de la actividad de las Fuerzas Aéreas del Ejército de los EE. UU., debido a los vacíos obvios en la mano de obra que podrían cubrir las mujeres. Para compensar las demandas de mano de obra de los militares después del ataque a Pearl Harbor, el gobierno alentó a las mujeres a ingresar a la fuerza laboral para ocupar puestos de trabajo industriales y de servicios que apoyan el esfuerzo de guerra .

### Escuadrón Auxiliar de Transbordadores de Mujeres-WAFS-

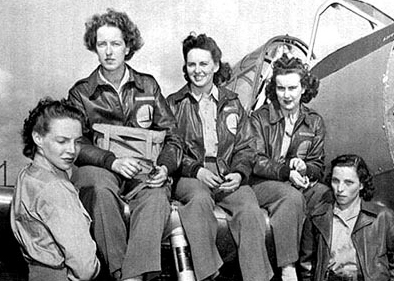
Pilotos del Escuadrón Auxiliar de Transbordadores de Mujeres (WAFS), 7 de marzo de 1943

El esposo de Nancy Harkness Love, Robert Love, era parte de la Reserva del Cuerpo Aéreo del Ejército y trabajaba para el coronel William H. Tunner . Cuando Robert Love mencionó que su esposa era piloto, Tunner se interesó en saber si conocía a otras mujeres que fueran pilotos. Tunner y Nancy Love se conocieron y comenzaron a planificar un programa de transbordadores de aviación en el que participaban mujeres piloto. Más formalmente, el 11 de junio de 1942, el coronel Tunner sugirió poner mujeres piloto en el Cuerpo Auxiliar del Ejército de Mujeres (WAAC). Sin embargo, hubo problemas técnicos con esta sugerencia, por lo que se decidió buscar la contratación de pilotos civiles para el ATC. Para el 18 de junio, Love había redactado un plan para enviárselo al general Harold L. George, quien envió la propuesta al general Henry H. Arnold .Eleanor Roosevelt escribió sobre las mujeres que trabajan como pilotos durante la guerra en su columna del periódico "My Day" del 1 de septiembre, apoyando la idea. El general George abordó nuevamente la idea con el general Arnold, quien finalmente, el 5 de septiembre, ordenó que "se tomen medidas inmediatas y el reclutamiento de mujeres piloto comience dentro de las veinticuatro horas". Nancy Harkness Love iba a ser la directora del grupo y envió 83 telegramas a posibles pilotos ese mismo día.
El Escuadrón Auxiliar de Transbordadores de Mujeres (WAFS) entró en funcionamiento públicamente el 10 de septiembre de 1942. Pronto, el Comando de Transporte Aéreo comenzó a utilizar mujeres para transportar aviones desde la fábrica a los aeródromos. Comenzó con 28 mujeres piloto, pero creció en número durante la guerra hasta que hubo varios escuadrones. Los requisitos para las reclutas eran tener entre 21 y 35 años, tener un diploma de escuela secundaria, una licencia y certificación de piloto de vuelo comercial, motor de 200 caballos de fuerza, 500 horas de vuelo y experiencia en volar por todo el país. Los uniformes para el WAFS fueron diseñados por Love y consistían en una chaqueta de gabardina gris con botones de latón y hombros cuadrados. El uniforme se podía usar con faldas corneadas o pantalones también hechos de gabardina. Debido a que tenían que pagar por sus propios uniformes, solo 40 mujeres usaron el uniforme WAFS. Todos los WAFS recibieron un uniforme de vuelo de overoles de vuelo de color caqui, un paracaídas, gafas, una bufanda de vuelo y una chaqueta de vuelo de cuero con el parche ATC.
La sede de WAFS se estableció en la nueva base aérea del ejército de New Castle (mayo de 1943) (el antiguo aeropuerto de Wilmington). Tunner se aseguró de que hubiera habitaciones para que las mujeres vivieran en la base. WAFS trabajó bajo un contrato renovable de 90 días. Ganaba 250 dólares al mes y tenía que proporcionar y pagar su propio alojamiento y comida . El primer grupo de reclutas de WAFS se conocía como las Originales. Betty Gillies fue la primera mujer en presentarse para entrenar. El 6 de octubre, Gillies fue nombrada oficial ejecutivo y segundo al mando del WAFS. Gillies estaba familiarizada con las técnicas de instrucción y mando que había aprendido al terminar la escuela. La primera asignación WAFS fue dirigida por Gillies el 22 de octubre de 1942. Seis WAFS transportarían seis L-4B Cubs desde la fábrica a la base de la fuerza aérea de Mitchel Field . El escuadrón original de 28 se redujo a 27 cuando Pat Rhonie se fue el 31 de diciembre después de estar en desacuerdo con el coronel Baker. Cada una de los WAFS tenía un promedio de aproximadamente 1.400 horas de vuelo y una calificación de piloto comercial. Recibieron 30 días de orientación para aprender el papeleo del Ejército y cumplir con las regulaciones militares. Posteriormente, fueron asignados a varios comandos de transporte. A principios de 1943, se formaron tres nuevos escuadrones. El cuarto grupo de transbordadores estaba en Romulus y estaba comandado por Del Scharr . El quinto grupo de transbordadores estaba estacionado en Love Field, Dallas, bajo el mando de Florene Miller Watson . El sexto grupo de transbordadores estaba estacionado en Long Beach y comandado por Barbara Jane Erickson .

### Destacamento de Entrenamiento de Vuelo de Mujeres -WFTD-
Cochran regresó de Inglaterra y llegó a los Estados Unidos el día antes del anuncio del WAFS. Cochran estaba enojado porque la propuesta de Love había sido aceptada, mientras que la suya aparentemente había sido ignorada. Al día siguiente, Cochran voló a Washington D. C. y se enfrentó al general Arnold sobre su propuesta anterior. El WAFS se había formado mientras el general Arnold estaba de baja por motivos médicos prolongados. El 13 de septiembre, Arnold envió un memorando al general George E. Stratemeyer que designaba a Cochran como directora de "Entrenamiento de vuelo para mujeres". El 15 de septiembre de 1942, la propuesta de entrenamiento de Cochran también fue adoptada, formando el 319º Destacamento de Entrenamiento Volador de Mujeres (WFTD). WFTD estaría trabajando con el Comando de Entrenamiento de Vuelo (FTC).
WFTD fue concebida como un programa para capacitar a más mujeres para transportar aviones. El 7 de octubre, el general Arnold propuso la meta de capacitar a 500 mujeres piloto. Para el 3 de noviembre, el general Arnold proponía un "esfuerzo máximo para capacitar a mujeres piloto". Las empresas de aviación en Howard R. Hughes Field se convirtieron en la base de la WFTD. Las primeras aprendices reclutados para WFTD, clase 43-1, comenzaron el 16 de noviembre de 1942. Cochran nombró a Dedie Deaton su ejecutiva de personal y se encargó de encontrar alojamiento para la clase 43-1, también conocida como los "conejillos de indias". Mujeres entrenadas en aviones viejos, muchos de los cuales tenían "cicatrices visibles e invisibles". A las pilotos de la WFTD se les entregaron grandes monos de color caqui (que los aprendices llamaron " trajes zoot "), se les ordenó usar cualquier calzado que tuvieran y una redecilla en la línea de vuelo. Las mujeres de la WFTD fueron alojadas en varios lugares y tuvieron que encontrar su propio medio de transporte para entrenar. Las primeras muertes ocurrieron cuando Margaret Oldenburg y su instructor estaban practicando giros el 7 de marzo de 1943. Oldenburg había puesto su avión, una cabina abierta PT-19, en un giro del que no pudo recuperarse y el accidente la mató a ella y a su instructor. Debido a que la WFTD eran civiles, no había dinero para cubrir los costos del funeral. Cochran pagó los gastos de su propio bolsillo y Deaton escoltó el cuerpo de Oldenburg a casa. Otro accidente tuvo lugar el 21 de marzo de 1943, cuando Cornelia Fort, una ex instructora de vuelo que había sido la primera en encontrarse con aviones japoneses en Pearl Harbor, transportaba un BT-13 con un grupo de pilotos masculinos. Uno de los pilotos, mientras presumía, voló demasiado cerca del avión de Fort y su tren de aterrizaje chocó con el ala de su avión, rompiendo parte del mismo. El avión cayó en picada, matándola. Cochran presionó  para que una sola entidad controlará la actividad de todas las mujeres piloto. Tunner, en particular, objetó sobre la base de diferentes estándares de calificación y la absoluta necesidad de que el ATC pueda controlar a sus propios pilotos. Pero prevaleció la preeminencia de Cochran con Arnold, y en julio de 1943 ordenó la fusión de los programas, con Cochran como director. 
El WAFS y el WFTD se combinaron para formar Women Airforce Service Pilots (WASP). Love continuó con el programa como ejecutiva a cargo de las operaciones de transporte de WASP. El anuncio formal que combina WAFS y WFTD tuvo lugar el 20 de agosto de 1943.
WASP adoptó un parche en 1943 que presentaba a la hembra gremlin Fifinella concebida por Roald Dahl y dibujada por Walt Disney se convirtió en la mascota oficial de WASP.

## Requisitos para formar parte de las WASP
WASP adoptó muchos de los requisitos de WAFS, pero agregó uno más. Los reclutas aún debían tener entre 21 y 35 años, gozar de buena salud, estar en posesión de una licencia de piloto y 35 horas de vuelo. Además, las mujeres también debían medir al menos cinco pies y dos pulgadas de alto. Más de 25.000 mujeres presentaron solicitudes para unirse a la WASP; Se aceptaron 1.830, pero solo 1.074 completaron la formación. Todas las solicitantes tenían experiencia previa y certificación de piloto de Estados Unidos.Varias WASP habían sido capacitadas previamente en el Programa de entrenamiento para pilotos civiles (CPTP). Muchas de las mujeres provenían de entornos adinerados que habían recibido capacitación piloto en una etapa anterior de la vida, o tenían maridos que ayudaron a pagar su costosa capacitación. Todas las reclutas de WASP estaban interesadas en servir a su país, aunque la mayoría de los pilotos de WASP eran blancas, no lo eran exclusivamente, había también estadounidenses de origen chino,como Hazel Ying Lee y Maggie Gee, dos mujeres de ascendencia hispana , Verneda Rodríguez y Frances Dias, y una mujer nativa americana conocida como Ola Mildred Rexroat miembro de la tribu Oglala Sioux de la Reserva India Pine Ridge en Dakota del Sur que completaron el entrenamiento. 
Si bien se desconoce el número total de mujeres negras que solicitaron la capacitación WASP, varias mujeres piloto afroestadounidenses llegaron a la etapa de entrevista final aunque fueron rechazadas.Mildred Hemmans Carter, otra solicitante afroamericana, se le pidió que retirara su solicitud debido a su raza. En 1940, a los 19 años, Carter había obtenido una licenciatura en artes del Instituto Tuskegee . Al año siguiente, recibió su certificación de aviación. Sin embargo, debido a su sexo, Carter también fue rechazada para volar con los aviadores de Tuskegee. Setenta años más tarde, fue reconocida retroactivamente como WASP, y Carter voló por última vez a los 90 años. Cochran le dijo a otra solicitante afroamericana, Janet Harmon Bragg, en su entrevista que "era bastante difícil luchar contra los prejuicios dirigidos a las mujeres sin luchar adicionalmente contra la discriminación racial ".

## Entrenamiento de las WASP

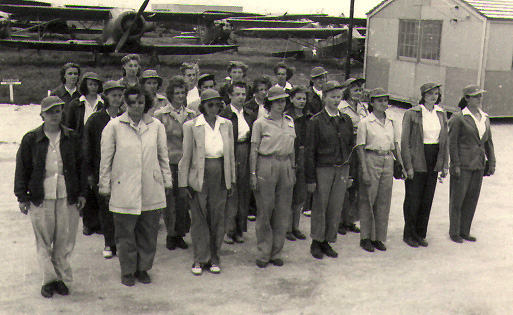
Inicio de la formación WASP - clase de 43-3 en enero de 1943. Foto de Lois Hailey.

La capacitación de WASP abarcó a 18 grupos de mujeres. El primer grupo fueron las Originales, que fueron el primer grupo del Escuadrón de Transbordadores Auxiliares de Mujeres (WAFS), dirigido por Nancy Love . El segundo grupo fue The Guinea Pigs, que fueron la primera clase de mujeres piloto de Jacqueline Cochran para el Destacamento de Entrenamiento de Vuelo de Mujeres (WFTD).
The Guinea Pigs comenzaron a entrenar en el Aeropuerto Municipal de Houston (ahora Aeropuerto William P. Hobby ) el 16 de noviembre de 1942, como parte del Destacamento de Entrenamiento Volador de Mujeres de la Fuerza Aérea del Ejército (AAFWFTD). Esto fue justo después de que WAFS comenzaran su orientación en Wilmington, Delaware . A diferencia del WAFS, las mujeres que se presentaron en Houston no tenían uniformes y tenían que buscar su propio alojamiento. Las "Woofteddies" (WFTD) también tenían atención médica mínima, sin seguro de vida, camión de choque o camión de bomberos, y la ambulancia fue prestada desde la base de reserva del  aeródromo del ejército de Ellington, junto con personal administrativo insuficiente y una mezcolanza de aviones, 23 tipos, para entrenamiento. Todavía en enero de 1943, cuando la tercera clase estaba a punto de comenzar su entrenamiento, Byrd Granger describió las tres clases en On Final Approach, como "una multitud desordenada en un arco iris de ropa arrugada", mientras se reunían por la mañana. También tuvieron falta de equipo y entrenador de enlacesnecesario para el entrenamiento.
La primera clase de Houston comenzó con 38 mujeres con un mínimo de 200 horas. Veintitrés se graduaron el 24 de abril de 1943, en la única graduación WASP de Houston en Ellington Army Air Field. La segunda clase de Houston, comenzó en diciembre de 1942 con un mínimo de 100 horas, pero terminó su entrenamiento justo a tiempo para mudarse a Sweetwater, Texas y convertirse en la primera clase en graduarse de Avenger Field el 28 de mayo de 1943. La tercera clase completó su formación avanzada en Avenger Field y se graduó el 3 de julio de 1943. La mitad de la cuarta clase de 76 mujeres comenzó su formación primaria en Houston el 15 de febrero de 1943 y luego se trasladó a Sweetwater. Más tarde, en el verano de 1943, tanto el WAFS como el WFTD se combinaron en el WASP. El primer grupo en entrenar como WASP comenzó en Sweetwater en septiembre de 1943 y fue designado como Clase 44-W-2.

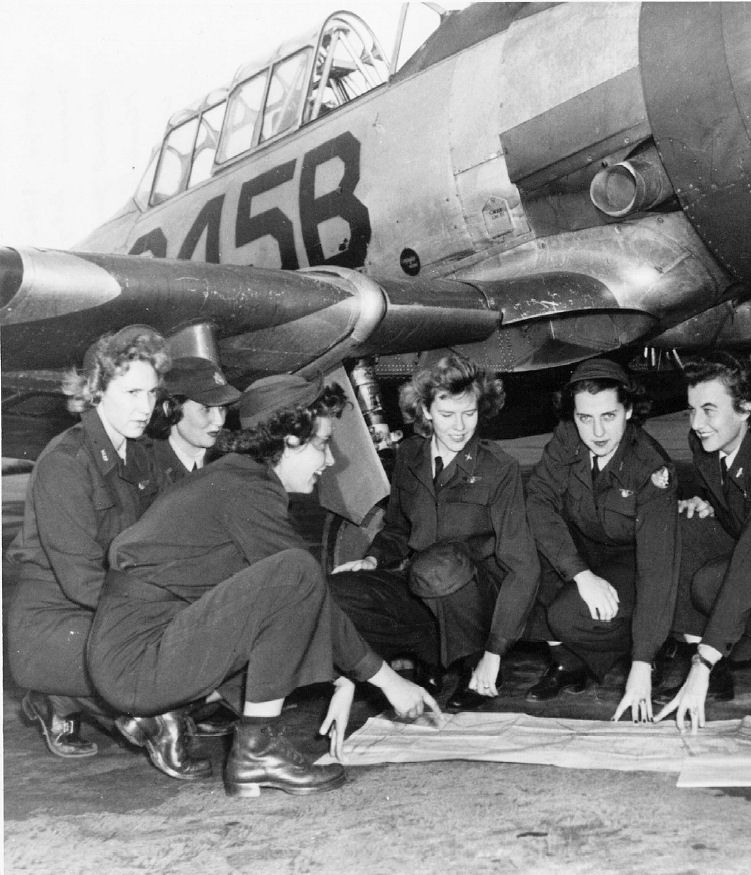
Avenger Field - aprendices de WASP con T-6 Texan

Cada WASP tenía una licencia de piloto, pero las Fuerzas Aéreas del Ejército de los EE. UU. las capacitaron nuevamente para volar al estilo del Ejército en Avenger Field en Sweetwater, Texas. Más de 25.000 mujeres solicitaron el WASP, pero solo 1.830 fueron aceptadas en el programa. Durante el curso de su formación, se informó que 552 mujeres fueron liberadas por falta de dominio del vuelo, 152 renunciaron, 27 fueron dadas de alta por razones médicas y 14 fueron despedidas por razones disciplinarias. Después de completar cuatro meses de entrenamiento de vuelo militar, 1.074 de ellas obtuvieron sus alas y se convirtieron en las primeras mujeres en volar aviones militares estadounidenses. Si bien los WASP no estaban entrenados para el combate, su curso de instrucción era esencialmente el mismo que el de los cadetes de aviación masculinos. No recibieron entrenamiento de artillería y muy poca formación y vuelo acrobático, pero realizaron las maniobras necesarias para poder recuperarse de cualquier posición. El porcentaje de los eliminados se comparó favorablemente con la tasa de eliminación de los cadetes masculinos en el Comando Central de Entrenamiento de Vuelo . Se requirió que las reclutas de WASP completaran los mismos cursos de entrenamiento primario, básico y avanzado que los pilotos masculinos del Cuerpo Aéreo del Ejército y muchas de ellas pasaron al entrenamiento de vuelo especializado. Pasaron alrededor de 12 horas al día en el aeródromo con la mitad del día practicando vuelo real y la otra mitad estudiando. Al graduarse, las reclutas de WASP tenían 560 horas de escuela en tierra y 210 horas de entrenamiento de vuelo. Sabían código Morse, meteorología, derecho militar, física, mecánica de aviones, navegación y otros temas.

### Deberes

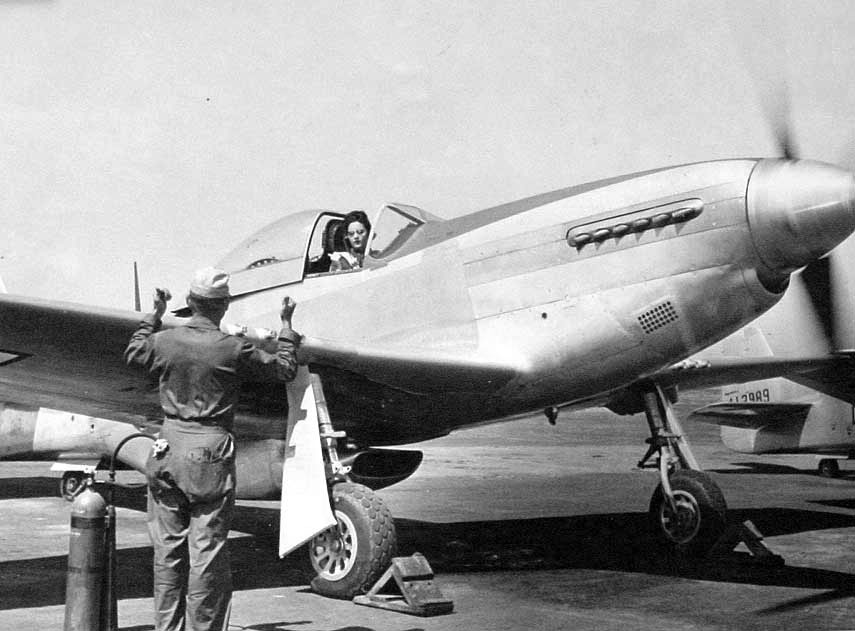
Florene Watson preparando un P-51D-5NA para un vuelo en ferry desde una fábrica en Inglewood, California

Después de su entrenamiento, los WASP estuvieron estacionadas en 122 bases aéreas en los EE. UU., donde asumieron numerosas misiones relacionadas con el vuelo y relevaron a los pilotos masculinos para el servicio de combate. El transporte de aviones desde la fábrica a las bases aéreas constituía las primeras tareas del WASP. Durante la Segunda Guerra Mundial, las mujeres pilotos volaron el 80 por ciento de todas las misiones de transbordador. Entregaron más de 12.000 aviones. WASP liberó a unos 900 pilotos masculinos para el servicio de combate durante la Segunda Guerra Mundial. Las WAFS originales se organizaron específicamente para transportar aviones y pilotos masculinos libres para roles de combate. Cuando llegaba una misión de transbordador, el WASP iba a la fábrica, volaba el avión en un vuelo de prueba y luego lo entregaba. Entre septiembre de 1942 y diciembre de 1944, el WASP entregó 12.652 aviones  de 78 tipos diferentes. Para dar ejemplo, Nancy Love, que estaba a cargo del entrenamiento, se aseguró de estar capacitada y cualificada en diferentes tipos de aviones como fuera posible. También remolcaron objetivos para prácticas de artillería antiaérea en vivo, misiones de ametrallamiento simulado y carga transportada. La práctica de tiro en vivo fue anunciada por Jackie Cochran el 19 de julio de 1943 a 25 recién graduados de WASP en Avenger Field. Cochran le dijo al grupo que tenía una "asignación de alto secreto" y que cualquier WASP podía optar por no participar si lo deseaba: ninguno lo hizo. Este grupo sería enviado a Camp David para remolcar blancos de tiro voladores para que los hombres en tierra practicasen el tiro a blancos aéreos. Muchos de los aviones recibieron disparos durante este entrenamiento y varios WASP recibieron disparos en los pies. A veces, los aviones fueron disparados a propósito, cuando los militares creyeron erróneamente que se suponía que debían disparar al avión, no al objetivo que remolcaba el WASP. Uno de los aviones utilizados durante el remolque de objetivos, un A-24 que, como muchos no habían sido adecuadamente mantenidos por el Army Air Corps (AAC), mató a WASP Mabel Virginia Rawlinson que estaba practicando vuelo nocturno con un entrenador cuando su A-24 comenzó a experimentar problemas técnicos. El instructor le pidió que regresara al aeródromo, pero en la aproximación final, el avión de Rawlinson se tropezó con la copa de un pino y el avión se hundió y se estrelló. El instructor quedó libre, pero Rawlinson quedó atrapada en el asiento delantero cuando el avión se incendió, incapaz de abrir la cerradura rota de la cubierta del avión. La investigación sobre el accidente y su muerte descubrió que los aviones remolcadores no se mantenían correctamente y la AAC estaba usando el combustible de octanaje incorrecto para los aviones.
Las mujeres volaron casi todos los tipos de aviones de la USAAF durante la Segunda Guerra Mundial. Además, a algunas mujeres excepcionalmente calificadas se les permitió probar aviones propulsados por cohetes, pilotar aviones propulsados a chorro y trabajar con objetivos controlados por radar. Cuando los hombres estaban menos dispuestos a volar ciertos aviones difíciles, como el YP-59 y B-29 Super Fortress, el general Arnold reclutó a dos WASP para volar estos aviones. Arnold creía que si los hombres veían a las mujeres volar estos aviones con éxito, se sentirían "avergonzados" de aceptar estas misiones de buena gana. Dos WASP, Dorthea Johnson y Dora Dougherty Strother, fueron elegidos para volar el B-29. Volaron a Alamogordo en los B-29 donde había una multitud esperando verlos aterrizar. El plan del general Arnold funcionó: "A partir de ese día, no hubo más quejas de los pilotos masculinos asignados para entrenar y volar el B-29 Super Fortress". mujeres también probarían los aviones que habían sido reparados.
Cuando no volaban, las pilotos estudiaron navegación, comunicaciones por radio y nuevas habilidades de vuelo. Treinta y ocho miembros perdieron la vida en accidentes, once murieron durante el entrenamiento y veintisiete murieron en misiones de servicio activo. Debido a que no se las consideraba parte del ejército, las WASP caídas fueron enviadas a casa a expensas de la familia. No se permitían los honores militares tradicionales o una nota de heroísmo, como permitir que se colocara la bandera de los Estados Unidos en el ataúd o mostrar una bandera de servicio en una ventana.

### Sexismo
Las miembros de WASP enfrentaron discriminación por su sexo durante su trabajo en numerosas ocasiones. Algunos pilotos y comandantes masculinos no estaban contentos de tener la presencia de mujeres en el entorno tradicionalmente masculino de las fuerzas armadas. Una WASP, Lorraine Rodgers, recordó más tarde que algunos hombres "se negaron a reconocer su capacidad", o que los hombres no confiaban en que las mujeres más pequeñas pudieran manejar los aviones. Algunos comandantes entregarían aviones "indeseables" a las WASP para que no volaran. Un comandante en Love Field finalmente fue amonestado formalmente por tratar injustamente a las mujeres. La WASP Teresa James creía que las mujeres pilotos no eran del agrado porque volaban más que los hombres (pilotos de servicio). Sin embargo, James también informó que a veces la "trataban como una celebridad" cuando se detenía en las bases del ejército para repostar. Ella dijo: "Nunca habían visto a una mujer piloto en un avión de la Fuerza Aérea". Camp Davis en Carolina del Norte tenía el mayor prejuicio y discriminación contra la WASP. El comandante de la base, el mayor Stephenson, les dijo a las mujeres que "tanto ellas como los aviones eran prescindibles". las mujeres en Camp Davis fueron evaluadas injustamente en su vuelo, según WASP Alia Corbett . a las mujeres no se les dio tiempo de práctica, a diferencia de los hombres. Se sospechó de sabotaje en algunos incidentes en el campamento y Cochran encontró rastros de azúcar en el motor en un lugar del accidente de WASP. Dos mujeres WASP murieron en el cumplimiento de su deber en Camp Davis. Hubo catorce accidentes con aviones remolcadores mal mantenidos en Camp Davis y se descubrió que los aviones en Camp Davis usaban el combustible de octanaje incorrecto. Si bien las mujeres estaban haciendo el mismo trabajo que los hombres que también eran pilotos de transbordadores civiles, a las WASP se les pagaba a dos tercios de la tarifa de sus contrapartes masculinas. La fuerza inicial del Servicio de Transbordadores del Ejército de Mujeres (WAFS) puso el tope a la edad de los reclutas a los 35 para "evitar la irracionalidad de las mujeres cuando ingresan y pasan por la menopausia ". En ese momento, los militares habían determinado que a los 40 años era el momento en que comenzaba la menopausia, por lo que si la guerra duraba más de 5 años, la mayoría de los reclutas estarían entrando en el momento de la "irracionalidad debilitante". Las WASP incluso fueron castigadas durante un tiempo durante sus ciclos menstruales por comandantes masculinos porque creían que eran menos eficientes durante la menstruación. Esto se detuvo cuando los registros de vuelo mostraron que este pensamiento era falso. algunas WASP se les permitió optar por no volar durante la menstruación y los médicos militares consideraron que los períodos de las pilotos eran una forma de discapacidad médica. En los aviones militares, no había baños para que las mujeres usaran el baño. Cuando las mujeres transportaban los aviones, tenían que aterrizar ocasionalmente y en algunos restaurantes no se les permitía comer porque llevaban pantalones.

## Solicitud de estatus militar
Las  miembros de WASP eran empleados de la administración pública federal de EE. UU. pero no tenían beneficios militares. Cada miembro pagó sus propios costos de transporte a los lugares de capacitación, sus uniformes de gala y alojamiento y comida. Aunque estaban adscritas a las Fuerzas Aéreas del Ejército de los Estados Unidos, los miembros podían renunciar en cualquier momento después de completar su entrenamiento. El 30 de septiembre de 1943, el primer proyecto de ley de militarización de la WASP fue presentado en la Cámara de Representantes de los Estados Unidos por el representante John Costello . Tanto Cochran como Arnold deseaban un cuerpo separado encabezado por una mujer coronel (similar a las jefas de WAC, WAVES, SPARS y la Reserva de Mujeres del Cuerpo de Marines). El Departamento de Guerra, sin embargo, se opuso sistemáticamente a la medida, porque no había cuerpos separados para pilotos masculinos a diferencia de los oficiales AAF no clasificados . En enero de 1944, Costello presentó un proyecto de ley, HR 4219, para autorizar las comisiones de mujeres en las Fuerzas Aéreas del Ejército. general Arnold sintió que había espacio para que mujeres y hombres trabajaran como pilotos en las Fuerzas Aéreas del Ejército. Testificó frente al comité militar de la Cámara de Representantes que los WASP eran todos "buenos voladores y que planea enviar a todos los pilotos masculinos a luchar". Sin embargo, algunos medios de comunicación no estaban de acuerdo con el general Arnold y comenzaron a escribir artículos de opinión en algunos de los medios más importantes del momento. TIME, The New York Daily News y el Washington Post instaron a las mujeres a renunciar y devolver los trabajos a los hombres. Un periodista, Drew Pearson, cuestionó la legalidad de la financiación del programa WASP e incluso acusó al general Arnold de haber sido manipulado por las "artimañas femeninas" de Jackie Cochran en una columna del Washington Times Herald. La columna hizo que los pilotos civiles masculinos aumentaran sus esfuerzos para escribir cartas en contra del programa.

## Fin del programa WASP
El 21 de junio de 1944, el proyecto de ley de la Cámara de Representantes de los EE. UU. Para otorgar a la WASP el estatus militar, HR 4219, fue derrotado por un estrecho margen de 188 contra 169 a favor. Los pilotos civiles varones presionaron contra el proyecto de ley: reaccionar ante el cierre de algunas escuelas de entrenamiento de vuelo para civiles y la terminación de dos programas de puesta en marcha de entrenamiento de pilotos masculinos. El Comité de Servicio Civil de la Cámara de Representantes ( Comité Ramspeck ) informó el 5 de junio de 1944 que consideraba que el WASP era innecesario, injustificablemente costoso y recomendó que se detuviera el reclutamiento y entrenamiento de mujeres piloto sin experiencia. El comité descubrió que el programa había costado 50 millones de dólares en fondos gubernamentales. Debido al costo, el programa necesitaba solicitar financiación a través de la legislación. Cochran había estado presionando para que se resolviera la cuestión: en efecto, entregar un ultimátum para encargar a las mujeres o disolver el programa. La AAF había desarrollado un exceso de pilotos y candidatos a piloto. Como resultado, Arnold (quien había sido un defensor de la militarización) ordenó que la WASP fuera disuelta antes del 20 de diciembre de 1944. Arnold es citado de un discurso que pronunció en Avenger Field en Sweetwater, Texas el 7 de diciembre de 1944:

 El WASP ha completado su misión. Su trabajo ha sido un éxito. Pero como es habitual en la guerra, el coste ha sido elevado. Treinta y ocho WASP han muerto mientras ayudaban a su país a avanzar hacia el momento de la victoria final. Las Fuerzas Aéreas recordarán durante mucho tiempo su servicio y su sacrificio final.

El 7 de diciembre de 1944, la última clase de pilotos de WASP, 71 mujeres en total, se graduaron de su entrenamiento independientemente del plan para disolver el programa WASP dentro de las siguientes dos semanas. Tras el anuncio, aproximadamente 20 miembros de WASP ofrecieron continuar transportando aviones por una compensación de US$1,00 (equivalente a $17,31 en 2023) al año cada uno, pero esta oferta fue rechazada. Antes de que se disolviera la WASP, el general Arnold ordenó a todos los oficiales al mando en las bases donde servían las WASP, que "las mujeres pilotos recibieran un certificado similar a una baja honorable ".
Tras la disolución del grupo, a algunas miembros de WASP se les permitió volar a bordo de aviones gubernamentales desde sus antiguas bases hasta las proximidades de sus hogares, siempre que hubiera espacio disponible y no se incurriera en gastos adicionales. Otros tuvieron que organizar y pagar su propio transporte a casa. Al concluir el programa WASP, 915 mujeres pilotos estaban en servicio con la AAF: 620 asignadas al Comando de Entrenamiento, 141 al Comando de Transporte Aéreo, 133 a las fuerzas aéreas enumeradas en los Estados Unidos continentales, 11 al Weather Wing, 9 para los comandos técnicos y uno para el Comando de Transporte de Tropas. Los miembros de WASP transportaron el cincuenta por ciento de los aviones de combate durante la guerra a 126 bases en los Estados Unidos. Debido a los pioneros y la experiencia que demostraron en el vuelo exitoso de aviones militares, los registros de WASP mostraron que las mujeres piloto, cuando se les da el mismo entrenamiento que los hombres, eran tan capaces como los hombres en el vuelo fuera de combate.
Durante noviembre de 1944, las miembros de WASP en Maxwell Air Field fundaron la organización Order of Fifinella.  Los objetivos iniciales de la organización eran ayudar a los exmiembros de WASP a encontrar empleo y mantener el contacto entre ellos. A lo largo de los años, la Orden de Fifinella emitió boletines, ayudó a influir en la legislación y organizó reuniones. El grupo celebró su última reunión en 2008 y se disolvió en 2009. Muchas WASP querían seguir volando después de su disolución. Las aerolíneas comerciales rechazaron a las mujeres piloto, diciendo que la opinión pública no lo toleraría.  La WASP Teresa James escribió al congreso solicitando el estatus de veterana, para seguir volando, algunas mujeres escribieron a Madame Chiang Kai-shek y se ofrecieron como voluntarias para la Fuerza Aérea China, que aún luchaba contra Japón. La Fuerza Aérea de los Estados Unidos ofreció comisiones a las ex WASP en 1949, aunque los 121 que aceptaron las comisiones recibieron apoyo y deberes administrativos y no volaron.

## Legado
Los registros del programa WASP, como casi todos los archivos de tiempos de guerra, se clasificaron y sellaron durante 35 años, lo que hizo que sus contribuciones al esfuerzo bélico fueran poco conocidas e inaccesibles para los historiadores. Sin embargo, hubo historiadores no oficiales, como WASP, Marty Wyall, que recopilaron álbumes de recortes y recortes de periódicos sobre lo que habían hecho los miembros de WASP y lo que habían hecho. Wyall también sugirió en 1964, en una convención del noventa y nueve, que los miembros restantes de la WASP deberían reunirse cada dos años.

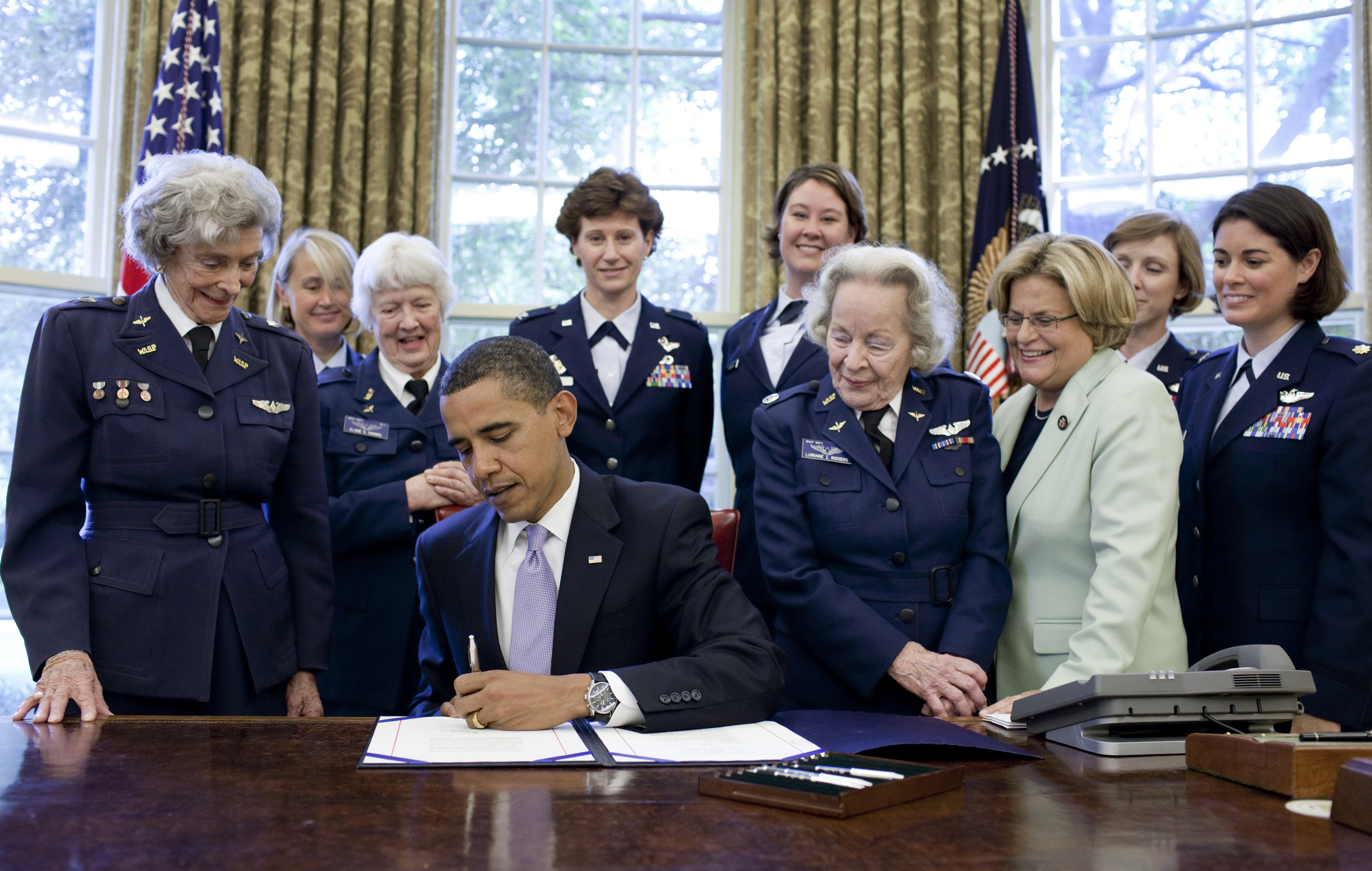
El presidente Barack Obama firma el proyecto de ley de la Medalla de Oro del Congreso de la WASP

Los primeros esfuerzos para obtener el reconocimiento de la WASP continuaron a principios de la década de 1970. Hubo apoyo de la oficina del senador Barry Goldwater, quien había volado con WASP durante la Segunda Guerra Mundial. Los esfuerzos de Goldwater para obtener el estatus de veterano de WASP se encontraron con un prejuicio impactante en el Congreso. Según el asistente legislativo de Goldwater, Terry Emerson, "las mujeres eran tratadas como no personas". En la Cámara de Representantes, el representante Patsy Mink presentó un proyecto de ley el 17 de mayo de 1972 para otorgar el estatus de veteranos de la WASP. Otro representante en la Cámara, Lindy Boggs, presentó un proyecto de ley alrededor de 1977 para otorgarle estatus militar a la WASP.
En 1975 bajo el liderazgo del Col. Bruce Arnold, el hijo del General Hap Arnold, junto con los miembros sobrevivientes de WASP se organizaron como grupo nuevamente y comenzaron lo que llamaron la "Batalla del Congreso". Su objetivo era obtener el apoyo del público y que la WASP fuera reconocida oficialmente como veteranos de la Segunda Guerra Mundial. En 1976, hubo un proyecto de ley en el Comité de Asuntos de Veteranos del Senado para dar estatus militar a las WASP. El proyecto de ley permitiría a los pilotos de WASP utilizar los servicios de veteranos. En 1977, los registros de WASP se revelaron después de que un comunicado de prensa de la Fuerza Aérea declarara erróneamente que la Fuerza Aérea estaba entrenando a las primeras mujeres para volar aviones militares para los EE Se recopilaron documentos que mostraban durante su servicio. Los miembros de WASP estaban sujetos a disciplina militar, se les asignaron misiones de alto secreto y muchos miembros recibieron distintivos de servicio después de que sus unidades se disolvieron. También se demostró que la miembro de la WASP, Helen Porter, había recibido un certificado de baja honorable de su oficial al mando después de su servicio. Esta vez, los WASP presionaron al Congreso con el importante apoyo de Goldwater, quien él mismo había sido una guerra mundial. Piloto de transbordador II en el 27º Escuadrón de Transbordadores. Durante las audiencias sobre la legislación, la Administración de Veteranos (VA), la Legión Estadounidense y los Veteranos de Guerras Extranjeras (VFW) expresaron su oposición a que los miembros de la WASP recibieran reconocimiento militar. La VA, dirigida por Dorothy L. Starbuck, argumentó que WASP no debería recibir reconocimiento militar porque las mujeres nunca fueron sometidas a consejo de guerra . El VFW consideró que otorgar el reconocimiento militar a WASP "destruiría el estatus especial de los veteranos y causaría un daño irreparable a los beneficios de los veteranos".
El presidente Jimmy Carter firmó la legislación, PL95-202, Sección 401, Ley de Mejoramiento de la Ley GI de 1977, que establece que el servicio como WASP se consideraría "servicio activo" para los programas administrados por la Administración de Veteranos. Los certificados de alta honorable se emitieron a los exmiembros de WASP en 1979. En 1984, cada WASP recibió la Medalla de la Victoria de la Segunda Guerra Mundial. Aquellos que sirvieron durante más de un año también recibieron la medalla American Theatre Ribbon / American Campaign por su servicio durante la guerra. Muchas de las medallas fueron aceptadas por los hijos e hijas de los destinatarios en su nombre.
La legislación de 1977, a pesar o debido a su lenguaje, no permitía expresamente que las WASP fueran enterradas en el Cementerio Nacional de Arlington . Eso se debió a que el Cementerio Nacional de Arlington, a diferencia de la mayoría de los otros cementerios nacionales, es administrado por el Departamento del Ejército, no por el Departamento de Asuntos de Veteranos y, por lo tanto, el Secretario del Ejército determina la elegibilidad para el entierro en Arlington. La razón de la posición adoptada por el Ejército sobre este tema puede haber sido la rápida disminución del espacio en Arlington. Pero en 2002, el Ejército reconsideró y decidió que los WASP fallecidos podían ser enterrados en el Cementerio Nacional de Arlington. En 2015, sin embargo, el Ejército reinterpretó la ley y su propio reglamento en el contexto de trece años de guerra, que una vez más amenazaron con agotar el cementerio de tierras. El Ejército dictaminó que el estatuto de 1977 no ordenaba el entierro de los WASP fallecidos en Arlington. Cuando WASP, Elaine Harmon, murió el 21 de abril de 2015, se denegó su solicitud de que sus cenizas fueran enterradas en Arlington. Otra WASP, Florence Shutsy-Reynolds, comenzó una campaña en las redes sociales para defender a Harmon y otros miembros de WASP que deseaban ser enterrados en Arlington. La legislación de 2016 aparentemente anuló la interpretación del Ejército y se informó ampliamente que las WASP podrían "nuevamente" ser enterradas en Arlington. La ley de 2016 revivió la preocupación de larga data sobre el espacio limitado en el cementerio. Así, la legislación del 114 Congreso (S.2437 del Sen. Barbara Mikulski (D-Maryland) y HR 4336 por Rep. Martha McSally (R-Arizona), piloto de combate retirado de la Fuerza Aérea), solo proporciona el entierro de los restos cremados y no el entierro en el suelo.
En 2002, Deanie Bishop Parrish, miembro de WASP, con su hija, comenzaron los planes para un museo dedicado a contar la historia de WASP. El edificio del hangar utilizado para el museo, Hangar One, se construyó originalmente en 1929 y era parte de las instalaciones del Aeropuerto Municipal de Sweetwater, que se convirtió en Avenger Field. En 2005, la gran inauguración de los Museos Nacionales WASP de la Segunda Guerra Mundial se planeó para el 28 de mayo de 2005, que fue el 62 aniversario de la primera clase de graduados de WASP. Junto con las exhibiciones de uniformes, vehículos y otros artefactos hay varios aviones. Estos incluyen un biplano Boeing-Stearman Model 75, un entrenador Fairchild PT-19, un UC-78 Bamboo Bomber y un entrenador Vultee BT-13 Valiant que fue donado en septiembre de 2017.
El 1 de julio de 2009, el presidente Barack Obama y el Congreso de los Estados Unidos otorgaron a la WASP la Medalla de Oro del Congreso. Tres de los aproximadamente 300 WASP supervivientes estuvieron presentes para presenciar el evento. Durante la ceremonia, el presidente Obama dijo: "Las mujeres piloto del servicio de la fuerza aérea respondieron con valentía al llamado de su país en un momento de necesidad mientras abrían un camino para las mujeres valientes que han dado y continúan dando tanto en servicio a esta nación desde entonces". Todos los estadounidenses deberían estar agradecidos por su servicio, y es un honor para mí firmar este proyecto de ley para finalmente darles parte del reconocimiento que tanto les ha costado ganar ". El 10 de marzo de 2010, los 300 WASP sobrevivientes llegaron al Capitolio de los Estados Unidos para aceptar la Medalla de Oro del Congreso de manos de la presidenta de la Cámara de Representantes, Nancy Pelosi, y otros líderes del Congreso. El día de Año Nuevo de 2014, el Desfile de las Rosas contó con una carroza con ocho miembros de WASP montados en ella. Fue diseñado por el escultor Don Everhart II . La medalla se exhibe en el Hangar de aviación de Boeing en el Centro Steven F. Udvar-Hazy en Chantilly, Virginia.
Otros aspectos del legado de WASP incluyen los diseños y símbolos de la organización WASP. Shutsy-Reynolds se hizo cargo de la comercialización de WASP en 1988 y diseñó la bufanda que llevaban muchos miembros de WASP. También creó joyas únicas basadas en los símbolos de las alas WASP.
La WASP inspiró activamente a generaciones sucesivas de mujeres, incluida la aviadora, Jerrie Cobb, piloto de Desert Storm , Kelly Hamilton, astronauta, Eileen Collins y Terry London Rinehart, quien fue una de las primeras 10 mujeres en ser contratadas como piloto de línea aérea comercial en 1976. coronel Kimberly Olsen "le dio crédito a la WASP por su oportunidad de servir a su país".

## Aviadoras notables de WASP

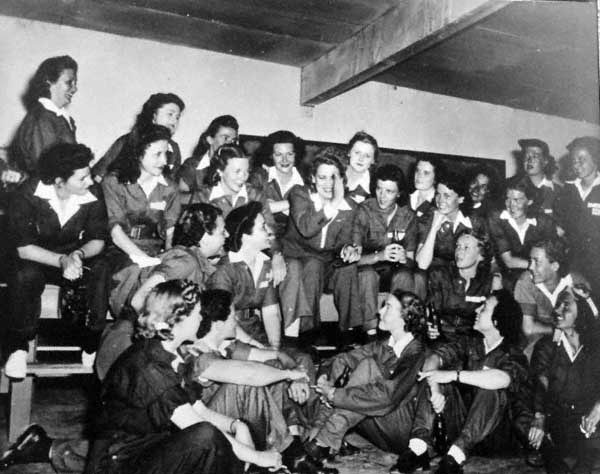
Jackie Cochran (centro) con aprendices de WASP

- Betty Tackaberry Blake, el último miembro sobreviviente del primer grupo de entrenamiento WASP (Clase 43-W-1 en Sweetwater, Texas, se graduó el 24 de abril de 1943),[172] murió el 9 de abril de 2015.
- Comandante de escuadrón Jean Landis
- Doris Bristol[173] (1920-2010), clase de 43-W-5
- Mary S. Reineberg Burchard (1916–2012), clase de 44-W-6.[174]
- Ann Baumgartner Carl[175]
- Perla Laska Chamberlain - Primera mujer en volar en solitario un avión monomotor por la autopista de Alaska en 1946.

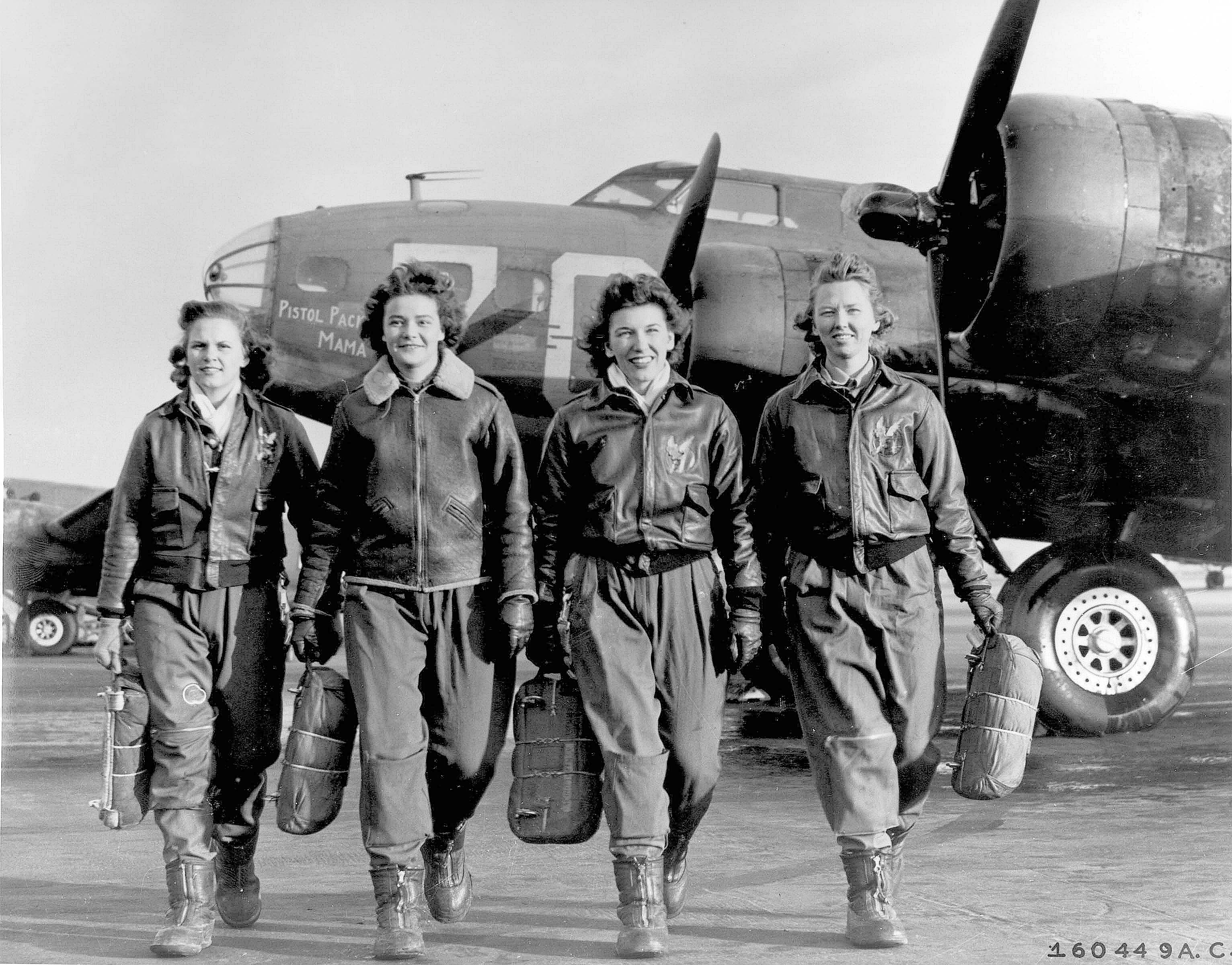
Frances Green, Margaret (Peg) Kirchner, Ann Waldner y Blanche Osborn salen de su avión, "Pistol Packin 'Mama"

- Elizabeth "Betty" Maxine Chambers[176]

- Jacqueline Cochran - Directora de la WASP. En 1938, Cochran se hizo famosa en todo el país por ganar la Carrera Transcontinental Bendix.
- Gwendolyne Cowart
- Violet Cowden
- Rosa Charlyne Creger[177]
- Equipos de Nancy Batson[178]
- Selma Cronan[179]
- Nancye Ruth Lowe Crout, (Clase 43-W-4),[180] murió el 21 de enero de 2016.
- Iris Cummings
- Jeanne P. d'Ambly - miembro de la clase 43-W-5[181]
- Dorothy Hilliard Davis, hizo campaña para que las mujeres piloto fueran reconocidas como veteranas militares.
- Cornelia Fort - Uno de los WAFS originales. La experiencia de Fort incluyó evadir el ataque de aviones portaaviones IJNAS en Pearl Harbor el 7 de diciembre de 1941. Se convirtió en la primera víctima mortal de WAFS en una colisión en el aire mientras volaba un BT-13 cerca de Merkel, Texas, el 23 de marzo de 1943.
- Elizabeth L. Gardner de Rockford, Illinois[182]

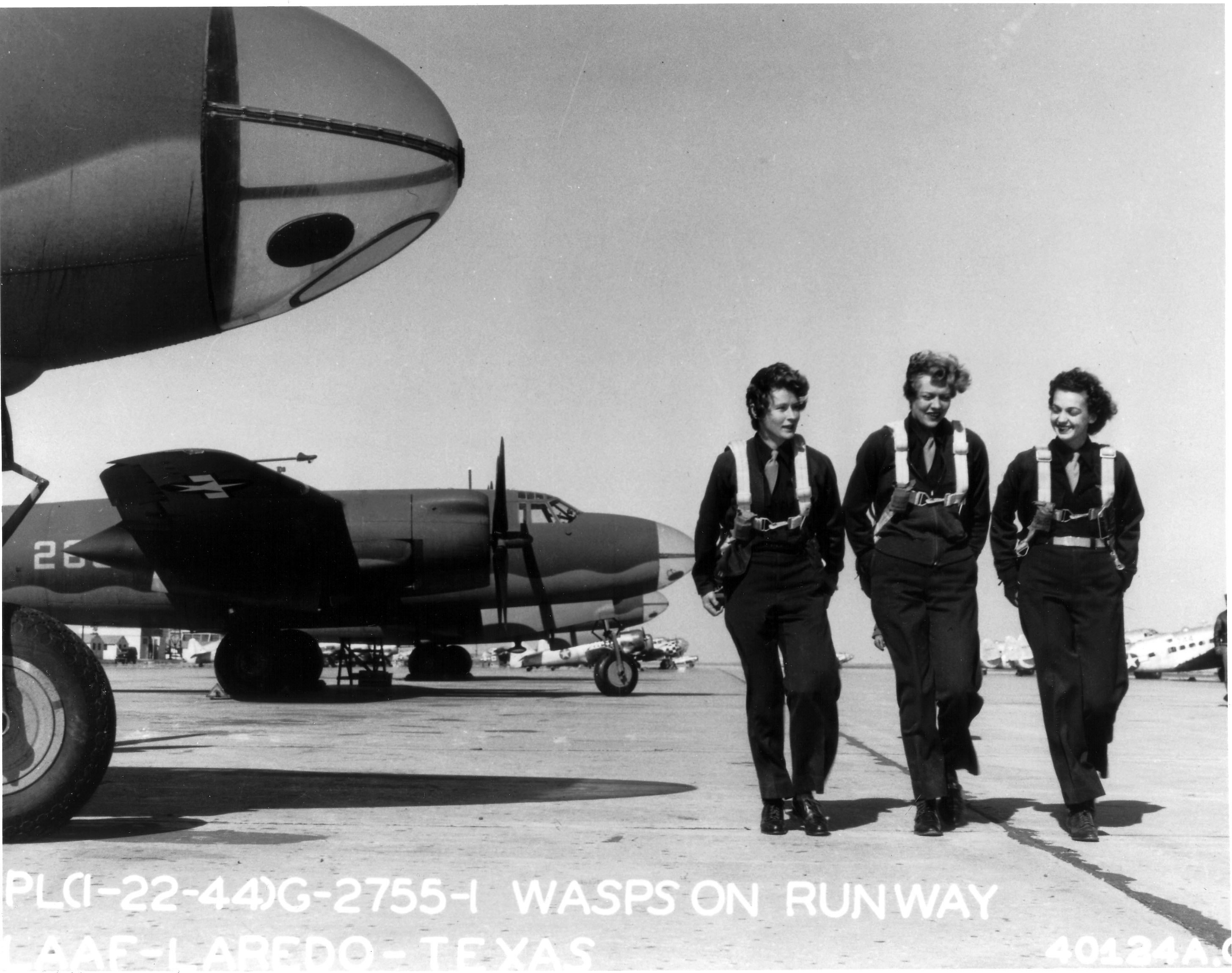
Miembros de WASP en la línea de vuelo en Laredo Army Air Field, Texas, 22 de enero de 1944

- Maggie Gee - Fue una de las dos mujeres sinoestadounidenses en el programa WASP, la otra fue Hazel Ying Lee.
- Betty Gillies
- Ann Warren Griffith, escritora, escribió sobre sus experiencias WASP en The New Yorker
- Betty Haas Pfister
- Lois Hailey[183]
- Elaine D. Harmon, primera aviadora WASP enterrada en el Cementerio Nacional de Arlington
- Sara Payne Hayden
- Bernice Falk Haydu
- Gloria Heath[184]
- Jean Hixson
- Marion Stegeman Hodgson escribió un relato detallado de su tiempo como WASP en su autobiografía Winning My Wings: A Woman Airforce Service Pilot in World War II .[185]
- Carla Horowitz[186]
- Evelyn Greenblatt Howren[187]
- Celia Hunter
- Marge Hurlburt - Fue nombrada miembro de la Junta Directiva de la Asociación de Pilotos de Carreras Profesionales para representar los intereses de las mujeres piloto y tenía el récord internacional de velocidad aérea de la mujer en el momento de su muerte en julio de 1947. Marge murió mientras actuaba como parte de un circo volador al que se unió para recaudar dinero para construir un nuevo avión de carreras.[188][189]
- Janet Hutchinson - de los Flying Hutchinson, se unió a los 18 años.[190]
- Teresa James[191]
- Marguerite "Ty" Hughes Killen[192]
- Hazel Ying Lee- Fue una de las dos mujeres sinoestadounidenses en el programa WASP, la otra fue Maggie Gee. Hazel falleció en un trágico accidente aéreo, mientras servía en el programa WASP.
- Dorothy Swain Lewis - Trabajó en Piper Aircraft Lockhaven, Pensilvania, Graduada del Programa de Instructor de Aviación para Mujeres de la Oficina de Aeronáutica de Tennessee de Phoebe Omlie en Nashville TN (febrero de 1943), Pilotos Instruidos de la Armada, clases del programa V-5 43F, W3G, W3H, Clases Instruidas de WASP 43- W8,44-W2,44-W4, se unió a WASP en la clase 44-W7 y 5, objetivos remolcados en B-26, vuelos de ingeniería con varios otros aviones, estatua de aprendiz de WASP esculpida en la Corte de Honor de la Academia de la Fuerza Aérea de los Estados Unidos, en Colorado Springs, retrato oficial pintado[193] de Janet Reno para el Departamento de Justicia de EE. UU.
- Doris Lockness[194]
- Barbara Erickson London - Fue la única miembra de las WASP que recibió la Medalla del Aire durante la Segunda Guerra Mundial.[195] Después de la guerra, se entregaron medallas a otros miembros de WASP.
- Grace Elizabeth "Betty" Ashwell Lotowycz 44-W-7
- Nancy Harkness Love
- Iola "Nancy" Clay Magruder Miembro de la clase 44-W-7, sus órdenes la enviaron a Enid, Oklahoma, donde voló BT-13, BT-15, AT-6, PT-17 y B-18.
- Madge Moore[196]
- Musgo artesanal de Annabelle - Moss voló el AT-6 Trainer y fue responsable de transportar a los oficiales de una base a otra.[197][198]
- Anne Noggle - Después de la guerra se convirtió en una destacada fotógrafa y escritora. Ella tomó las fotos de For God, Country and the Thrill of It: Women Airforce Pilots of World War II, con una introducción de Dora Dougherty Strother .[199]
- Dorotea Olsen
- Lorrie Otto
- Deanie Bishop Parrish[200][201]
- Suzanne Upjohn DeLano Parish, cofundadora del Kalamazoo Air Museum, más tarde llamado Air Zoo .[202]
- Vilma Lazar Qualls (5 de mayo de 1917 - 2 de noviembre de 2003) Miembro de la clase 43-W-3, fue asignada a la Base Aérea del Ejército de Long Beach después del entrenamiento. Voló BT-13, C-47, B-17 y B-24.[203]
- Hazel Jane Raines
- Mabel Rawlinson[204]
- Katherine Rawls
- Ola Mildred Rexroat, una Oglala Sioux de la Reserva India de Pine Ridge, Dakota del Sur, fue la única mujer nativa americana en el WASP.[205]
- Mary Anne Richey
- Margaret Ringenberg
- Lorena Rodgers
- Dawn Seymour[206]
- Evelyn Sharp - En 1938, Evelyn Sharp fue la persona más joven en los Estados Unidos en recibir una licencia de piloto comercial.[207]
- Florencia Shutsy-Reynolds (1923-2018) - obtuvo su licencia de piloto en 1941, justo antes de que las mujeres fueran excluidas del programa de capacitación operado por el gobierno en los aeropuertos locales debido a la necesidad prevista de más pilotos masculinos. Después de la muerte de su esposo alrededor de 1988, se hizo cargo del trabajo "Tiendas" de la organización WASP, fabricando y vendiendo intrincadas joyas de plata y bronce, pancartas, bufandas y otros artículos con temática WASP.[208]
- Gertrude Tompkins Silver - El único miembro de WASP que desapareció durante la Segunda Guerra Mundial. Partió de Mines Field (actualmente LAX) hacia Palm Springs, el 26 de octubre de 1944, volando un P-51D Mustang con destino a Nueva Jersey, pero nunca llegó. En enero de 2010, los esfuerzos de búsqueda para localizar el posible lugar del accidente en la bahía de Santa Mónica no tuvieron éxito.[209][210][211][212]
- Helen Wyatt Snapp
- Jane Straughan, graduada de la clase 43-W-1.
- Elizabeth Strohfus - voló B-26 Widowmakers y tiró 6 G en un F-16 a los 72 años.[213] Murió a los 96 años el 6 de marzo de 2016 en Faribault, MN.[214][215]
- Dora Dougherty Strother[216]
- Mildred Darlene "Micky" Tuttle Axton
- Mary Coon Walters
- Florene Miller Watson, una de las primeras voluntarias de WAFS.[217][218]
- Betty Jane Williams —se convirtió en teniente coronel en su carrera militar posterior.[219]
- Mary E. Williamson (1924-2012)[220]
- Madera de ginny
- Marty Wyall - fue parte de la última clase de WASP en 1944. Más tarde se convirtió en la historiadora de WASP.[221]

## Documentales y películas
- En la película de 1943 A Guy Named Joe, Pete Sandidge (Spencer Tracy) es el piloto imprudente de un bombardero norteamericano B-25 Mitchell que sale de Inglaterra durante la Segunda Guerra Mundial. Está enamorado de Dorinda Durston (Irene Dunne), piloto del Servicio de la Fuerza Aérea Femenina, una piloto civil que transporta aviones a través del Atlántico.
- Ladies Courageous es una película de 1944 protagonizada por Loretta Young .[222]
- La temporada 1, episodio 22 de Baa Baa Black Sheep se tituló "W * A * S * P * S".  Se emitió por primera vez el 1 de marzo de 1977. El episodio tiene varios errores de hecho. Dos son que no hay una "s" al final del nombre, porque el nombre en sí es plural y el WASP nunca voló al extranjero.
- En la continuidad moderna de Wonder Woman , la madre de Steve Trevor, Diana Trevor, era una WASP que accidentalmente se estrelló en Themyscira en una misión en la década de 1940 y murió ayudando a las Amazonas a luchar contra una amenaza de ataque.
- Un documental producido por Ken Magid, Women of Courage, se mostró en PBS en 1993.[223]
- En el episodio 5 de la temporada 7 (1 de noviembre del 2009) de la serie de televisión Cold Case, intitulado "WASP/Avispas", los investigadores buscan al asesino de una WASP, después de descubrir su avión en la actual Filadelfia.[224]
- En la historia de Capitán Marvel de 2012 de los cómics de Marvel, Carol Danvers viaja a través del tiempo hasta 1943, donde lucha junto a un escuadrón de Mujeres Pilotos del Servicio de la Fuerza Aérea en una isla frente a la costa de Perú.[225]
- La temporada 3, episodio 15 de Army Wives es un episodio de flashback que menciona a los pilotos WASP de la Segunda Guerra Mundial.
- Meredith Dayna Levy escribió una obra llamada Decisión de altura que cuenta la historia de seis aprendices de WASP.[226]
- La novela de ciencia ficción de 2018 The Calculating Stars de Mary Robinette Kowal describe una historia alternativa de la carrera espacial de la década de 1950, en la que ex pilotos de WASP se convirtieron en las primeras astronautas .
- Fannie Flagg habla sobre el WASP en su libro de 2013 llamado The All-Girl Filling Station's Last Reunion .

## Premios y reconocimientos

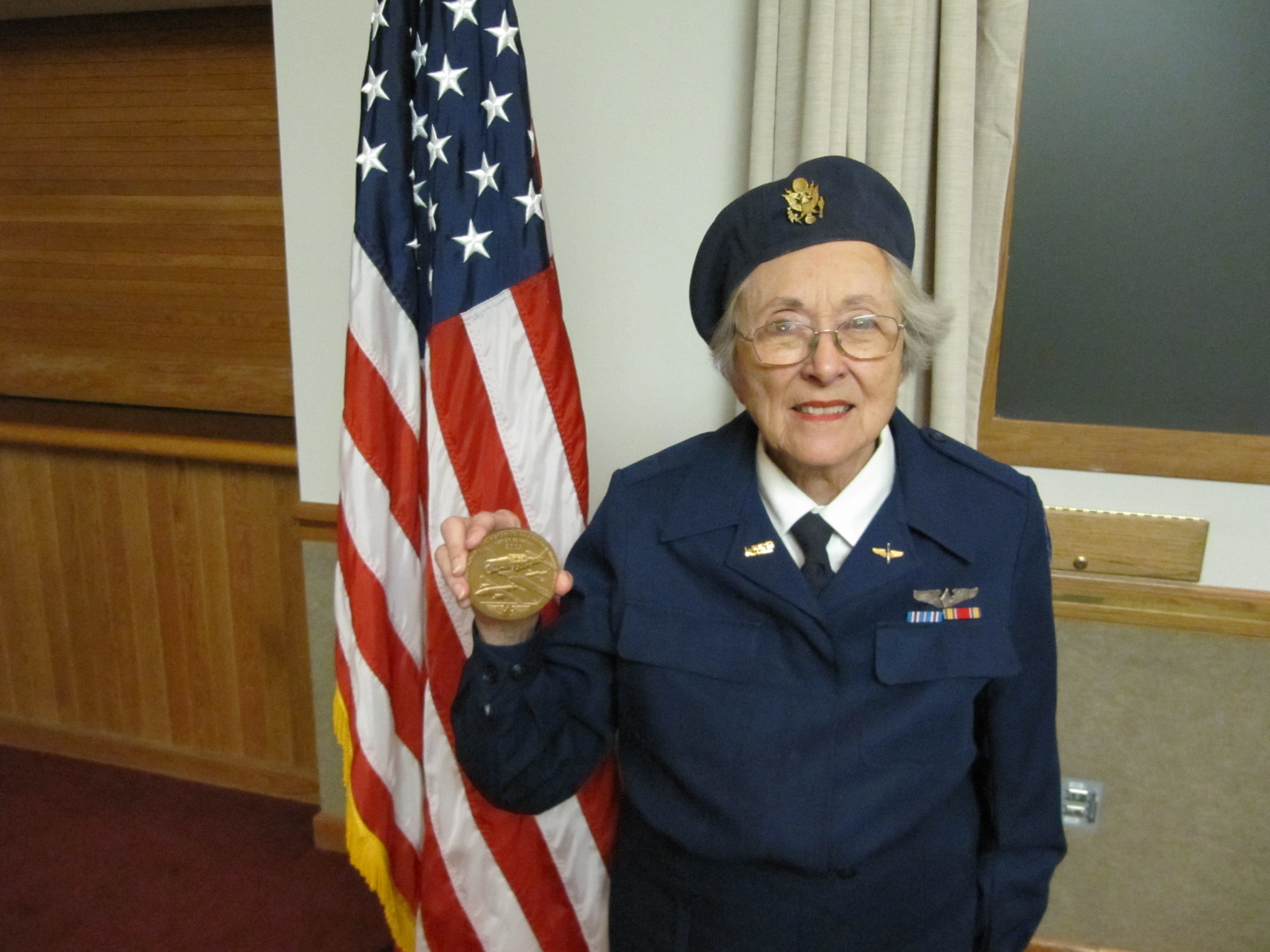
Madge Moore mostrando la Medalla de Oro del Congreso WASP que recibió en Washington, DC

En 1977, por su servicio en la Segunda Guerra Mundial, a las miembros se les otorgó el estatus de veteranas
En 2009 se les otorgó la Medalla de Oro del Congreso. y  las WASP fueron incluidas en el Salón de la Fama Internacional del Aire y el Espacio en el Museo del Aire y el Espacio de San Diego .

### Hojas de datos del Museo Nacional de la USAF
- WASPS: Abriendo camino para las pilotos femeninas de la USAF de hoy
- Escuadrón de transbordadores auxiliares de mujeres
- Nancy Harkness Love Biografía
- Descripción de Fifinella del sitio web de la USAF
- Las AVISPAS demuestran sus habilidades
- WASP disuelto
- Epílogo WASP
- Mujeres piloto de la AAF, 1941-1944

- Datos: Q353220
- Multimedia: Women Airforce Service Pilots / Q353220